# Antena Antártica de Impulso Transitivo

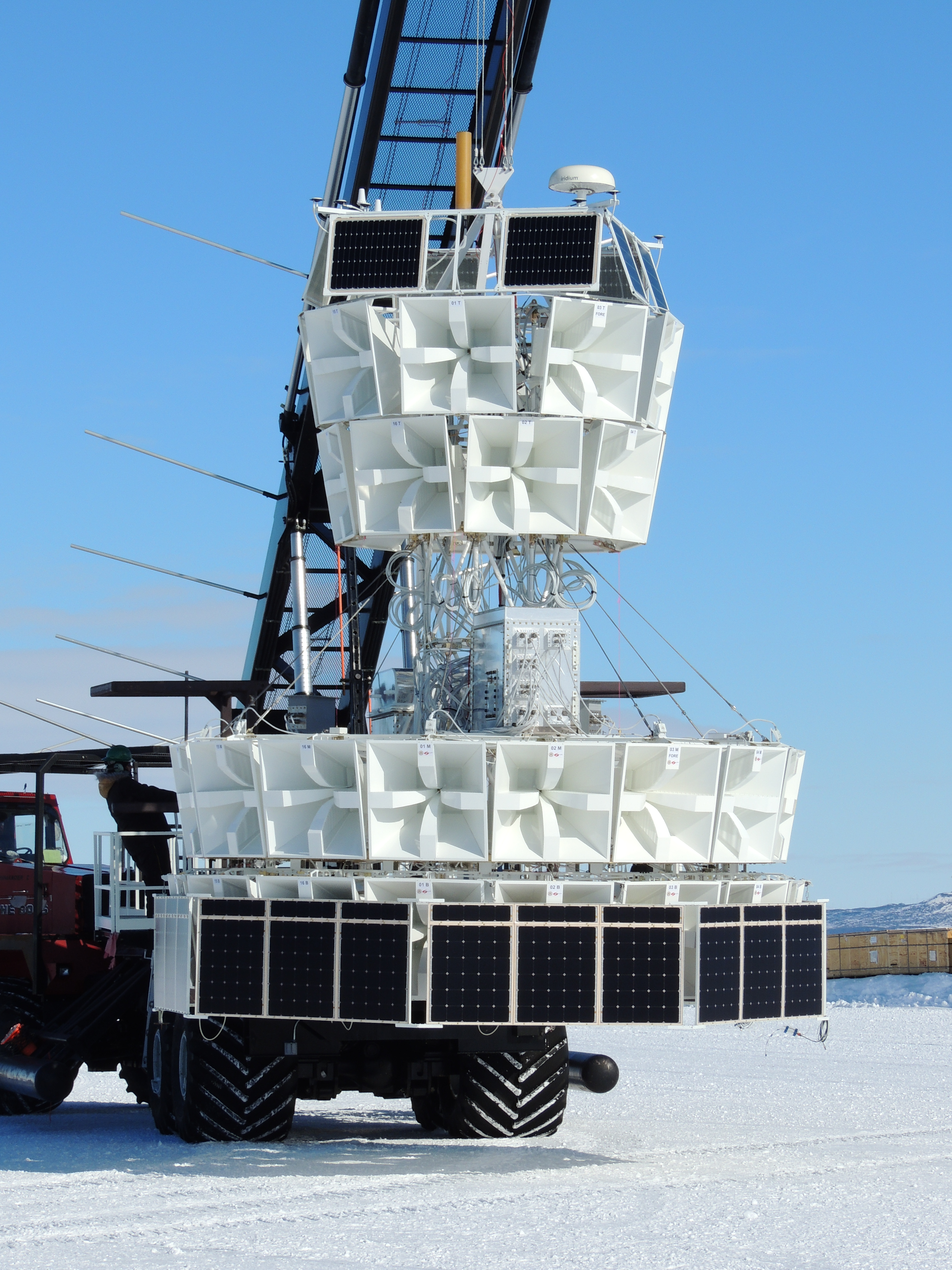
El experimento ANITA-IV en la Antártida, antes de ser lanzado en un globo.

La Antena Antártica de Impulso Transitivo (ANITA) ha sido diseñado para estudiar neutrinos cósmicos de ultra energía (UHE) al detectar los pulsos de radio emitidos por sus interacciones con la capa de hielo de la Antártida. Esto se logrará utilizando una serie de antenas de radio suspendidas de un globo de helio que vuela a una altura de unos 37.000 metros.
Los neutrinos, con energías del orden de 1018 eV, producen pulsos de radio en el hielo debido al efecto Askaryan. Se cree que estos neutrinos cósmicos de alta energía son el resultado de la interacción de los rayos cósmicos de ultra energía (1020 eV) con los fotones de la radiación cósmica de fondo de microondas. Por lo tanto, se espera que el experimento ANITA pueda arrojar luz sobre el origen de estos rayos cósmicos.
ANITA-I se lanzó desde McMurdo, Antártida, en el verano de 2006. El artefacto debe viajar alrededor del continente con los vientos circumpolares durante aproximadamente un mes antes de ser recuperado por el CSBF. Cada misión sucesiva (si se financia) se daría a intervalos de dos años. ANITA-II, un artefacto modificado con 40 antenas, fue lanzado desde la estación McMurdo en el verano de 2008. ANITA-III, que se espera mejore la sensibilidad por un factor de 5-10, se lanzó en diciembre de 2014. ANITA-IV se lanzó en diciembre de 2016, con una construcción general más ligera y filtros de muesca ajustables.

## Financiamiento
El proyecto ANITA está siendo financiado actualmente por la NASA.

## Colaboradores
El equipo actual de colaboración de ANITA incluye miembros de la Universidad de Hawái en Manoa, Universidad de California, Universidad Estatal de Ohio, Universidad de Delaware, Universidad de Kansas, Universidad de Washington, Laboratorio de Propulsión a Chorro de la NASA, Universidad de Chicago, Universidad Nacional de Taiwán y Universidad Politécnica Estatal de California.